# Bruto (Michelangelo)
Il Bruto è un busto marmoreo (h. 74 cm, 96 con la base) di Michelangelo Buonarroti, databile al 1538 circa e conservato nel Museo nazionale del Bargello a Firenze.

## Storia
L'opera venne commissionata dal repubblicano Donato Giannotti per il cardinale Niccolò Ridolfi, mentre l'artista era impegnato nel Giudizio universale della cappella Sistina. La scelta di Marco Giunio Bruto, il tirannicida, era legata a motivi politici, come probabile celebrazione dell'omicidio di Alessandro de' Medici da parte di Lorenzino de' Medici (1537), un motivo visto come una liberazione dal giogo mediceo da parte degli esuli fiorentini. Non a caso, Lorenzino/Lorenzaccio era detto anche "Bruto nuovo". Il dono dovette contribuire alla nascita del legame tra il letterato e il cardinale, infatti, il primo entrò a servizio del secondo nel 1539, restando legato all'ecclesiastico fino alla sua scomparsa.
Il panneggio e una parte del collo vennero rifiniti da Tiberio Calcagni. Fu in seguito acquistato da Ferdinando I de' Medici, trascurandone il sottinteso significato politico originario, dagli eredi di Diomede Leoni e destinato alla villa della Petraia. Col trasferimento agli Uffizi, probabilmente nel XVIII secolo, vennero aggiunti i versi moralistici sullo zoccolo. Fu poi scelto per il nascente "Museo nazionale" nel 1865.

## Descrizione e stile
L'impostazione del busto si rifà a modelli antichi: Vasari stesso indicò una corniola antica di Giuliano Cesarino, ma è evidente la citazione del ritratto di Caracalla, col medesimo scarto della testa verso destra. La citazione della gemma antica, per Vasari, va però letta anche come un modo per camuffare il significato politico dell'opera, in modo da non urtare i suoi protettori medicei. 
Il modellato michelangiolesco è comunque molto più possente dei modelli antichi, con un collo più massiccio e in tensione, lineamenti quasi dilatati e una forte concentrazione psicologica, che richiama esempi illustri come il David. I sentimenti che traspaiono sono una fredda imperturbabilità, e un'energia trattenuta che è mescolata a ira o disprezzo. Il non finito del volto amplifica il senso espressivo di fermezza morale e "terribilità" delle migliori opere dell'artista.
La fibula che chiude il mantello, dove si vede un profilo che secondo tradizione apparterrebbe al Giannotti stesso, deriva da coni monetali dell'epoca di Bruto.